# Matoto
Matoto est l'une des douze communes constituant la ville de Conakry, capitale de la Guinée.

## Population
À partir d'une extrapolation du recensement de 2014 (RGPH3), la population de Matoto a été estimée à 712 185 personnes en 2016.

## Situation géographique
La commune urbaine de Matoto dont le chef-lieu est Simbaya 2, elle est limitée au nord par la route Leprince, à l’est par la rivière séparant les quartiers Kissosso et Entag, à l’ouest par la transversale numéro 3 (T3) et son prolongement sur la rivière de la tannerie et au sud par le bord de mer.

## Quartiers
Les principaux quartiers de la commune sont : Béanzin, Camp Alpha Yaya Diallo, Cité de l'air, Dabompa, Dabondy 1, Dabondy 2, Dabondy 3, Dabondyécole, Dabondy-rails, Dar-es-salam,  Kissosso, Matoto-centre, Matoto-marché, Matoto-Khabitayah, Sangoya-mosquée, Simbaya 2, Tanéné-marché, Tanéné-mosquée, Yimbaya-école, Yimbaya-permanence, Yimbaya-tannerie.

## Histoire
l’histoire de la Commune de Matoto est liée à celle de la ville de Conakry en général et en particulier celle de Dixinn, le tout tributaire de Dubréka.
En effet, après l’occupation coloniale de Dubréka en 1879, intervint en 1880, la signature  du traité de protectorat entre le roi « Balé Demba » de Dubréka et le Commandant blanc Chapelet.
Soumise à l’administration coloniale le port Négrier de Koliansira de Dubréka fût le premier point de chute des négriers guinéens à destination de l’Europe et de l’Amérique.
En 1885, la pénétration politique des Européens sur les territoires périphériques s’engage avec la création du centre administratif de Dubréka desservi par des bras de mer traversant  les mangroves. La prise en possession de la presqu'île de Kaloum par les français s’accomplit en 1887, et en 1889, les premiers travaux d’implantation de la ville de Conakry s’engagent sur la plus proche des îles par rapport au continent : île de Tombo.
Cette fondation consacre le début de la perte d’influence de Dubréka. Les 300 habitants  préexistants à la création de la ville qui étaient regroupés en quatre (4) villages (Conakry Boulbinet, Koronty et Tombo) furent repoussés vers l’intérieur.
Le premier noyau de la Ville est construit en six (6) ans de 1889 à 1895, localisé en partie ouest  de l’île (Matam et Dixinn) et relié au continent par un pont (l’actuel pont 8 Novembre). Il est établi selon un plan en échiquier orienté suivant la direction des vents dominants pour  faciliter la ventilation des habitations et rues.
Les premiers travaux portuaires terminés, l’activité commerciale se développe bien que  commencée par le Port de Freetown plus profond. A la même année 1895, débute la  construction de la route Conakry-Niger. En 1900, l’exploitation du tronçon de 135 Km  jusqu’à Friguiagbé est possible. Les principaux bâtiments construits dans la période sont :  le palais du gouverneur de l’Evêché.
En 1903, sont mises en place le premier aqueduc provenant de Kakoulimayah, les premières lignes de téléphone et de télégraphe. En 1904, Conakry devient capitale administrative de la Guinée et les îles de Loos jusqu’alors sous l’influence anglaise, sont rattachées au territoire urbain. Jusqu’en 1910, l’activité de construction est très intense c’est de celle de cette période que datent les bâtiments ou commerciaux de type (commission municipale  désignée par lieutenant Gouverneur colonial). En 1921, le premier réseau d’alimentation électrique est installé.

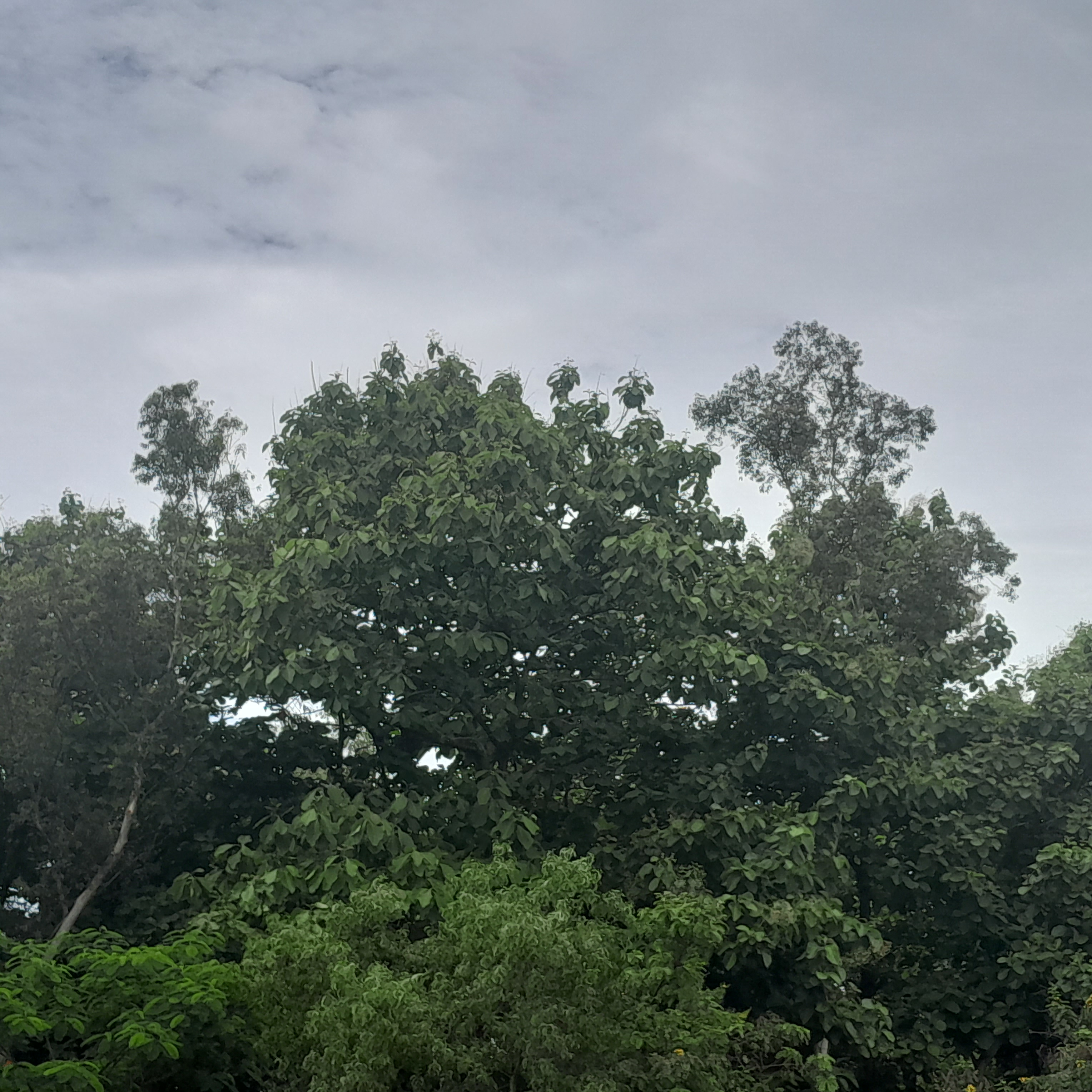
Fôret d'Enta

## Économie
Les activités suivantes sont pratiquées dans la commune notamment l'industrie, le commerce, la pêche et l'artisanat à grande échelle. L'agriculture, l'élevage et la commercialisation des produits agricoles et d’élevage à moyenne échelle; L'hôtellerie et le tourisme à petite échelle.

## Santé
La commune dispose d'un Centre médical communal (CMC).

## Personnalité

### Liste des maires
| N° | Prénoms et nom       | Parti | Début          | Fin              |
| -- | -------------------- | ----- | -------------- | ---------------- |
| 01 | Mamadouba Tos Camara | RPG   | 7 février 2019 | 27 mars 2024     |
| 02 | Moussa Diallo        |       | avril 2024     | 5 septembre 2021 |

### Liste des députés
| N° | Prénoms et nom        | Parti | Début     | Fin              |
| -- | --------------------- | ----- | --------- | ---------------- |
| 01 | Aboubacar Adama Sylla | RPG   | mars 2020 | 5 septembre 2021 |